# مركز هولست الثقافي
مركز هولست الثقافي هو إحدى المراكز الثقافية التابعة للإدارة العامة للشؤون الثقافية، تم تأسيسه عام 1996 بمنحة من الحكومة النرويجية لبلدية غزة، ويعتبر مركز تربوي يمارس فيه العديد من الأنشطة الهادفة تحت إشراف كادر متخصص، فهو يساهم في بناء أجيال واعية لترتقي بالمجتمع الفلسطيني من خلال البرامج المتنوعة التي يقدمها. تم تدمير المركز خلال الحرب الفلسطينية الاسرائيلية 2023.

## الرؤية
يعمل المركز على رفع المستوى الثقافي والتعليمي والاجتماعي والصحي للأفراد، لتحقيق التنمية في مختلف المجالات بهدف الحفاظ على التراث الفلسطيني،والنهوض بالمجتمع وتلبية حاجاته والاهتمام بالثقافة الشاملة من خلال تأهيل الفرد القادر على الإبداع والإبتكار والتفاعل مع المجتمع، وإعلاء قيم المجتمع الإنسانية وصولاً إلى تقدم وتطور المجتمع.

## الأهداف
من أهداف المركز:
1. تطوير قدرات الطفل على الإبداع في القراءة والكتابة من خلال البرامج الثقافية.
2. اكساب الطفل العلاقة الحركية واللياقة من خلال مشاركته في البرامج الرياضية.
3. اكساب الطفل حب العمل مع الفريق والتخلص من حب الذات.
4. توعية المرأة حول التغذية السليمة لها وللطفل وطرق الرعاية.
5. الإرتقاء بالأنشطة التي من شأنها خدمة البيئة المحيطة به والمساهمة في تحسينها.

## الخدمات والبرامج
يقدم المركز العديد من الخدمات والبرامج، منها:
- ندوات وفعاليات ثقافية وترفيهية ورياضية.
- تفعيل النشاط الثقافي من خلال المكتبة وغرفة الموسيقي وقاعات التدريب.
- تفعيل المسرح ويتمثل في أنشطة عديدة مثل: استئجار المؤسسات للمسرح كالاحتفالات والندوات.
- تفعيل القاعة لأغراض متعددة مثل: برامج ثقافية متنوعة للأمهات والأطفال وبرامج دعم نفسي للأمهات والأطفال.
- تفعيل البرامج والأنشطة الرياضية مثل: استئجار الملعب ودورات رياضية صيفية متنوعة والمخيمات الصيفية والشتوية.

## الاحتلال الإسرائيلي
دُمّر المركز بشكل جزئي بفعل قصف طائرات الاحتلال له بتاريخ 19 يوليو 2024، كما ألحقت قذائفه بأضرار جسيمة لمسرح المركز التابع لبلدية غزة. يتعمد الاحتلال تدمير المرافق الثقافية والتعليمية والمعالم الأثرية في قطاع غزة، ومن المراكز والمباني التي دمرها مركز رشاد الشوا الثقافي ومركز إسعاد الطفولة والمسجد العمري، وقصر الباشا وبيت السقا وبيت الغصين ومبنى البلدية القديم.